# شونجيكو ناكامورا

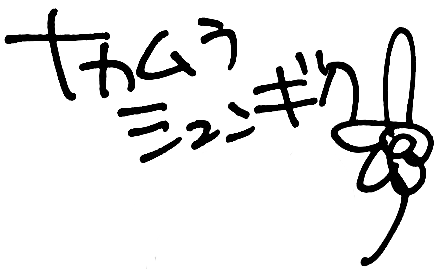
توقيع شونجيكو ناكامورا.

شونجيكو ناكامورا (ولدت في 13 ديسمبر 1980) هي مانغاكا يابانية كاتبة، رسامة، ومؤلفة متخصصة في المانغا اليابانية من نوع ياوي. اشتهرت بتأليفها لعدة أعمال ناجحة حولت فيما بعد إلى أنمي أبرزها مانغا جونجو رومانتيكا بأكثر من 3 ملايين نسخة بيعت حول العالم ومانغا سيكاي-إيتشي هاتسوكوي من إنتاج استوديو دين.

## أعمالها
- 1998 : "Touzandou Tentsui Ibun" (جزءين)
- 1999 : "Tsuki wa Yamiyo ni Kakuru ga Gotoku" (جزء واحد)
- (2001 - 2000)    : "Umi ni Nemuru Hana" (5 أجزاء)
- 2001 : "Mangetsu Monogatari" (جزء واحد)
- (2002 - لازال مستمر)   : "جونجو رومانتيكا" (20 جزء في اليابان حتى الآن)
- (2003 - 2002)    : √W.P.B. (جزءين)
- (2005 - 2003)    : "الطفل الهجين (مانغا)" (جزء واحد)
- (2007 - لازال مستمر)   : "سيكاي-إيتشي هاتسوكوي" (11 جزء في اليابان حتى الآن)

## روابط خارجية
- شونجيكو ناكامورا على موقع IMDb (الإنجليزية)
- شونجيكو ناكامورا على موقع ANN person (الإنجليزية)